# Бунтю
Бунтю или Бунтё (яп. 文中 бунтю:, бунтё:) — девиз правления (нэнго) японского императора Тёкэя из южной династии, использовавшийся с 1372 по 1375 год.
В Северном Дворе в этот период правил император Го-Энъю с нэнго Оан (1368—1375) и Эйва (1375—1379).

## Продолжительность
Начало и конец эры:
- 1-й день 4-й луны 3-го года Кэнтоку (по юлианскому календарю — 4 мая 1372).
- 27-й день 5-й луны 4-го года Бунтю (по юлианскому календарю — 26 июня 1375).

## Происхождение
Название нэнго было заимствовано из древнекитайского сочинения Книга Перемен:「黄裳元吉、文在中也」.

## События
даты по юлианскому календарю
- 1372 год (1-й год Бунтю) — сёгун Асикага Ёсимицу оставил годовой доход храму Ивасимидзу[5];
- 1373 год (2-й год Бунтю) — на столицу Южного Двора, Ёсино, напали войска сёгунского военачальника Хосокава Удзихару, в бою пал дайнагон Кусуноки Такатоси[6];
- 1373—1406 годы (2-й год Бунтю — 13-й год Оэй) — посольства между Китаем и Японией[7];
- 1374 год (3-й год Бунтю) — скончался бывший император Го-Когон в возрасте 73 лет[8];
- 1374 год (3-й год Бунтю) — войска сёгуната атаковали провинцию Синано и нанесли поражение сэйто сёгуну Мунэнага, который был вынужден отступить в Ёсино. В результате сила сёгуната распространилась на восток и север страны[6];
- 1375 год (4-й год Бунтю) — состоялось стихотворное состязание Утаавасэ.

## Сравнительная таблица
Ниже представлена таблица соответствия японского традиционного и европейского летосчисления. В скобках к номеру года японской эры указано название соответствующего года из 60-летнего цикла китайской системы гань-чжи. Японские месяцы традиционно названы лунами.
| 1-й год Бунтю (Водяная Крыса)     | 1-я луна*       | 2-я луна   | 3-я луна* | 4-я луна* | 5-я луна  | 6-я луна* | 7-я луна* | 8-я луна   | 9-я луна*   | 10-я луна  | 11-я луна               | 12-я луна     |                |
| 5-й год Оан                       | 1-я луна*       | 2-я луна   | 3-я луна* | 4-я луна* | 5-я луна  | 6-я луна* | 7-я луна* | 8-я луна   | 9-я луна*   | 10-я луна  | 11-я луна               | 12-я луна     |                |
| --------------------------------- | --------------- | ---------- | --------- | --------- | --------- | --------- | --------- | ---------- | ----------- | ---------- | ----------------------- | ------------- | -------------- |
| Юлианский календарь               | 6 февраля 1372  | 6 марта    | 5 апреля  | 4 мая     | 2 июня    | 2 июля    | 31 июля   | 29 августа | 28 сентября | 27 октября | 26 ноября               | 26 декабря    |                |
| 2-й год Бунтю (Водяной Бык)       | 1-я луна*       | 2-я луна   | 3-я луна  | 4-я луна* | 5-я луна* | 6-я луна  | 7-я луна* | 8-я луна*  | 9-я луна    | 10-я луна* | 10-я луна* (високосная) | 11-я луна     | 12-я луна      |
| 6-й год Оан                       | 1-я луна*       | 2-я луна   | 3-я луна  | 4-я луна* | 5-я луна* | 6-я луна  | 7-я луна* | 8-я луна*  | 9-я луна    | 10-я луна* | 10-я луна* (високосная) | 11-я луна     | 12-я луна      |
| Юлианский календарь               | 25 января 1373  | 23 февраля | 25 марта  | 24 апреля | 23 мая    | 21 июня   | 21 июля   | 19 августа | 17 сентября | 17 октября | 15 ноября               | 14 декабря    | 13 января 1374 |
| 3-й год Бунтю (Деревянный Тигр)   | 1-я луна        | 2-я луна*  | 3-я луна  | 4-я луна  | 5-я луна* | 6-я луна  | 7-я луна* | 8-я луна*  | 9-я луна    | 10-я луна* | 11-я луна               | 12-я луна     |                |
| 7-й год Оан                       | 1-я луна        | 2-я луна*  | 3-я луна  | 4-я луна  | 5-я луна* | 6-я луна  | 7-я луна* | 8-я луна*  | 9-я луна    | 10-я луна* | 11-я луна               | 12-я луна     |                |
| Юлианский календарь               | 12 февраля 1374 | 14 марта   | 12 апреля | 12 мая    | 11 июня   | 10 июля   | 9 августа | 7 сентября | 6 октября   | 5 ноября   | 4 декабря               | 3 января 1375 |                |
| 4-й год Бунтю (Деревянный Кролик) | 1-я луна*       | 2-я луна   | 3-я луна  | 4-я луна* | 5-я луна  | 6-я луна* | 7-я луна  | 8-я луна*  | 9-я луна    | 10-я луна* | 11-я луна*              | 12-я луна     |                |
| 1-й год Эйва                      | 1-я луна*       | 2-я луна   | 3-я луна  | 4-я луна* | 5-я луна  | 6-я луна* | 7-я луна  | 8-я луна*  | 9-я луна    | 10-я луна* | 11-я луна*              | 12-я луна     |                |
| Юлианский календарь               | 2 февраля 1375  | 3 марта    | 2 апреля  | 2 мая     | 31 мая    | 30 июня   | 29 июля   | 28 августа | 26 сентября | 26 октября | 24 ноября               | 23 декабря    |                |

* звёздочкой отмечены короткие месяцы (луны) продолжительностью 29 дней. Остальные месяцы длятся 30 дней.